# Maryse Ouellet
Maryse Mizanin (rozená Ouellet) (* 21. ledna 1983) je francouzsko-kanadská glamour modelka, profesionální wrestlerka a podnikatelka lépe známá pod mononymem Maryse. Pracuje se svým manželem The Mizem ve společnosti WWE.
Po tom co strávila několik let děláním modelingu, vč. vítězství soutěže Miss Hawaiian Tropic Canada v roce 2003, byla Maryse v roce 2006 kontaktována společností WWE aby se účastnila soutěže Diva Search. I přestože byla vyřazena mezi prvními, byla poslána do vývojového střediska Ohio Valley Wrestling (OVW) v Louisville v Kentucky. Smlouvu s WWE podepsala v srpnu 2006 a začala se v OVW připravovat na svůj ringový debut, který se uskutečnil v prosinci 2006. Na televizních obrazovkách vystupovala jako manažerka. Mezitím pokračovala v tréninku v OVW a později i ve Florida Championship Wrestling (FCW), dalším vývojovém středisku.
V březnu 2008 se začala Maryse objevovat na show SmackDown v soutěži v bikinách. O tři měsíce později si odbyla i svůj ringový debut. V prosinci 2008 si získala svůj první titul, WWE Divas titul a držela ho sedm měsíců, což je nejvíce za celou historii WWE. V dubnu 2009 byla v rámci WWE Draft přesunuta do rosteru Raw. Zde vyhrála v únoru 2010 svůj Divas titul podruhé. Tím se stala první divou která držela tento titul dvakrát. V březnu 2011 se stala speciálním hostem v show NXT. Z WWE byla propuštěna v říjnu 2011.
Na konci roku 2011 oznámila že otevře vlastní obchod se šperky a oblečením jménem 'House of Maryse'.

## Modelingová kariéra
Svojí kariéru Maryse začala v soutěžích krásy, některé z nich dokonce vyhrála vč. Miss Hawaiian Tropic Canada 2003. V roce 2004 skončila na druhém místě v mezinárodním finále Miss Hawaiian Tropic. Také se v roce 2007 objevila na titulní straně kalendáře od Playboy, 'Girls of Canada'.

## World Wrestling Entertainment/WWE

### Diva Search a vývojová střediska (2006-2008)
V létě 2006 Maryse zkusila štěstí v soutěži WWE Diva Search. Dostala se zde dokonce do top osmičky, která se 24. července objevila v epizodě Raw. Maryse byla vyřazena, i přes to ale byla pozvána, aby začala trénovat v Ohio Valley Wrestling (OVW). Později řekla že byla "velmi velmi nadšená" a že to byl její "sen stát se WWE divou". Její inspirace je wrestlerka Lita.
Oficiální smlouvu s WWE podepsala 24. srpna 2006 a byla přidělena do OVW. V prosinci 2006 udělala svůj ringový debut. Od března 2007 se pravidelně objevovala v dark zápasech (viděli ho jen diváci v aréně). V polovině roku 2007 se stala manažerkou Sylvain Grenier. Když se v létě 2007 otevřelo středisko Florida Championship Wrestling (FCW), byla do něj Maryse přesunuta, a to jako manažerka Ryan O'Reilly a Lacey Von Erich. Před začátkem manažerování Teda DiBiase se účastnila týmových zápasů. Doprovázela ho do ringu když měl FCW Heavyweight šampionát. Ve FCW působila až do ledna 2008.

### SmackDown (2006-2008)
22. září 2006 byla uvedena jednoduše jako Maryse ve videu, kde přivítala své Montrealské fanoušky (ve francouzštině), a to v epizodě SmackDown na CW Network. Svoje první televizní vystoupení Maryse udělala 21. května 2007 v epizodě Raw jako propagaci k novému videoklipu Timbalanda a The Hives, "Throw It On Me" ve kterém si zahrála.
Když se na začátku roku 2008 objevovala pravidelně na SmackDownu tak přijala snobský look, čímž se z ní stal heel (záporný wrestler). 7. března 2008 se na SmackDownu účastnila bikini soutěže kde se utkala proti Victorii, Michelle McCool, Cherry a Eve Torres. Na konci na Eve zaútočila. Dne 28. března se účastnila "mokrého a divokého" zápasu kde se spojila s Victorií proti Cherry a Michelle, bohužel ale prohrály. Na webu WWE.com se později objevilo video, jak Maryse nahradila Cherry jako manažerka týmu Deuce 'n Domino. Tím začal jejich feud. 16. května se proti ní utkala ale prohrála. Po několik týdnů se společně s Victorii postavila proti Cherry, Michelle McCool a Marie. Při jednom z těchto zápasů utrpěla Maryse zlomeninu nosu po tom, co Maria provedla špatný chvat.

### Divas šampionka (2008-2010)
Ve svém prvním zápase o titul proti Michelle McCool prohrála. Krátce potom měla tuto příležitost znova. 23. září v epizodě ECW Maryse Michelle porazila, zápas ale nebyl o titul. Když se po měsíci kvůli zranění vrátila na televizní obrazovky na show Survivor Series, účastnila se 5. vs 5. zápasu – Raw divas vs SmackDown divas. Maryse se stala poslední členkou SmackDown týmu která zůstala v ringu, eliminovala ji ale Beth Phoenix. 19. prosince Maryse porazila Mariu a stala se tak divou, která bude mít zápas proti Michelle McCool o titul. Maria byla speciální rozhodčí. Dne 28. prosince 2008 si Maryse na house-show v Raleigh (Severní Karolína) v zápase proti Bella Twins vykloubila rameno. Zranění nebylo ale tak vážné a Maryse mohla zápasit už po několika týdnech. 5. dubna se účastnila Divas battle royalu na WrestleManii XXV, zápas vyhrál ale Santino Marella. 

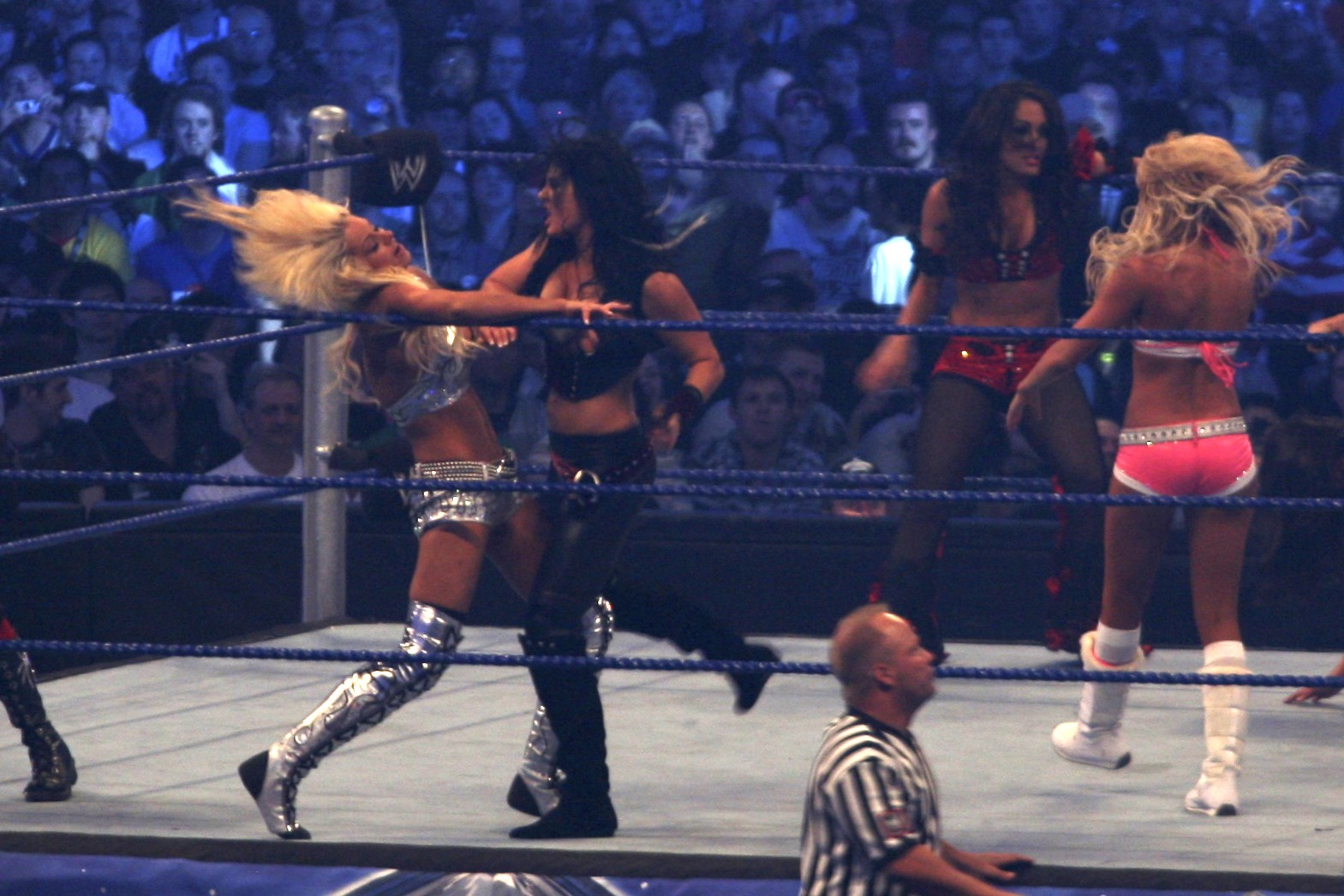
Maryse, Katie Lea, Nikki Bella a Kelly Kelly na Divas battle royal na WrestleManii 25

Jako součást show WWE Draft v roce 2009 byla Maryse přesunuta do rosteru Raw a získala Divas titul od Michelle. Tam svůj debut udělala 27. dubna když se spojila s Beth Phoenix, Rosou Mendes a Jillian Hall proti Mickie James, Brie Bella, Kelly Kelly a Santino Marella (převlečený za ženu). Příští týden se utkala v zápase proti Kelly Kelly ale vyhrála diskvalifikací, což znamenalo, že jí titul zůstal. Vyhrála i následnou odvetu 8. června. Na show Night of Champions 2009, která se konala 26. července, Maryse ztratila svůj titul, když jí porazila Mickie James. Držela ho ale 216 dní, což je nejdéle za celou Divas historii.
Pauzu od WWE si udělala, když musela podstoupit operaci kolene. Svůj návrat udělala 23. listopadu v epizodě Raw, maskovaná jako Gobbledy Gooker. Po zápase napadla Melinu. Příští týden se vrátila do ringu a porazila Melinu v týmovém zápase.

Na začátku roku 2010 se konal velký zápas o nově uvolněné místo Divas šampionky. 22. února Maryse porazila Gail Kim a stala se tam první divou, která měla Divas titul dvakrát. Na WrestleManii XXVI byla Maryse součástí vítězného týmu v zápase 5 vs 5. O dva měsíce později ale ztratila titul, když jí 12. dubna v epizodě Raw porazila Eve Torres. Na show Fatal-4-Way se snažila získat si zápas o titul tím, že by porazila Gail Kim, Eve i Aliciu Fox. Nicméně, Alicia byla ta kdo zápas vyhrál. 

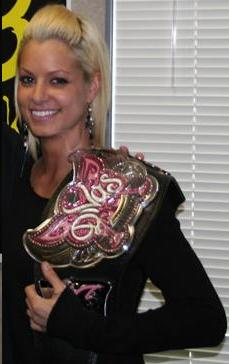
Maryse jako Divas šampionka

### Manažerka Teda DiBiase aNXT(2010-2011)
21. června na Raw Ted DiBiase vyhodil Virgil a Maryse se stala jeho novou osobní asistentkou. Na konci září začal tomuto páru záhadný stalker posílat zprávy. 4. října bylo odhaleno, že tento stalker byl Goldust. Ten řekl, že zprávy nebyly kvůli Maryse, ale kvůli Tedovému Million Dollar šampionátu, který mu později vzal.

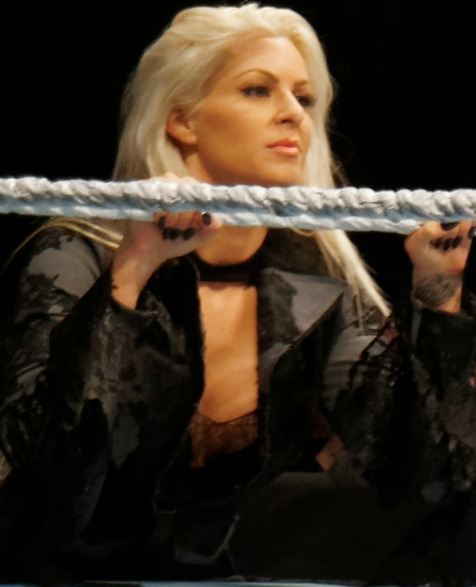
Maryse 2016

30. listopadu bylo oznámeno, že se Maryse spolu s Tedem stane trenérkou pro Broduse Clay na čtvrté sezóně NXT. O dva týdny později se účastnila Divas battle royalu který měl určit vítězku Slammy Awards, byla ale eliminována Natalyou. Dne 8. března se Maryse společně s Mattem Strikerem stala speciální hostitelkou NXT. Jako součást příběhu byla zapojena do několika romantických aférek včetně těch s Yoshi Tatsu, Lucky Cannon a Hornswoggle. Na konci ale všechny z nich odmítla. V srpnu se musela podrobit operaci břišní kýly a kvůli tomu si dala od zápasení pauzu. Po dvou měsících nečinnosti byla ze svého kontraktu 28. října z WWE propuštěna.

## Módní kariéra
Po propuštění z WWE Maryse oznámila své plány a ty jsou takové, že si otevře obchod s oblečením a se šperkami jménem "House of Maryse".

## Ostatní media
V dubnu 2007 si zahrála ve videoklipu od Timbaland a The Hives, "Throw It On Me". Také se v lednu 2009 společně s Eve Torres a Michelle McCool objevila v magazínu Muscle&Fitness. S Candice Michelle, Mickie James a Eve Torres udělala i speciální vystoupení v show Redemption Song kterou moderoval Chris Jericho.

## Osobní život
Maryse se narodila v Montrealu, ale vyrůstala v New Brunswick. Na střední škole byla jedinou dívkou která vedla módní přehlídky. Na levém zápěstí má vytetované jméno svého otce, Guy. Má vysokoškolské vzdělání v oboru obchodní administrativa a černý pás v bojovém umění. Umí mluvit plynule francouzsky i anglicky. Umí také číst španělsky ale neumí tímto jazykem mluvit. Má dlouhodobý vztah s wrestlerem Mikem "The Mizem" Mizaninem.

## Ve wrestlingu
- Zakončovací chvaty
  - French Kiss (Snap DDT)
  - French TKO (Heel kick)

- Ostatní chvaty
  - Camel clutch
  - Forward Russian legsweep
  - Spinning backbreaker

- Jako manažerka
  - Sylvain Grenier
  - Ted DiBiase
  - Deuce 'n Domino

- Přezdívky
  - "French-Canadian Beauty"
  - "Sexiest of the Sexy"
  - "Sultry Diva"

- Theme songy
  - "Pourquoi?" od Jim Johnston

## Šampionáty a ocenění
- Pro Wrestling Illustrated
  - Žebříček PWI ji v roce 2009 zařadil na 9. místě v Top 50 nejlepších wrestlerek

- World Wrestling Entertainment
  - WWE Divas šampionát (2x)